# Štefan Boroš
Štefan Boroš [štěfan boroš] (* 14. listopadu 1946) je bývalý slovenský fotbalový útočník.

## Hráčská kariéra
V československé lize hrál za Lokomotívu Košice. Nastoupil v 7 ligových utkáních, aniž by skóroval.

### Prvoligová bilance
| Ročník             | Zápasy | Góly | Minuty | Klub                 |
| ------------------ | ------ | ---- | ------ | -------------------- |
| I. liga 1969/70    | 7      | 0    | 304    | TJ Lokomotíva Košice |
| CELKEM I. ČS. LIGA | 7      | 0    | 304    |                      |